# Synapsida

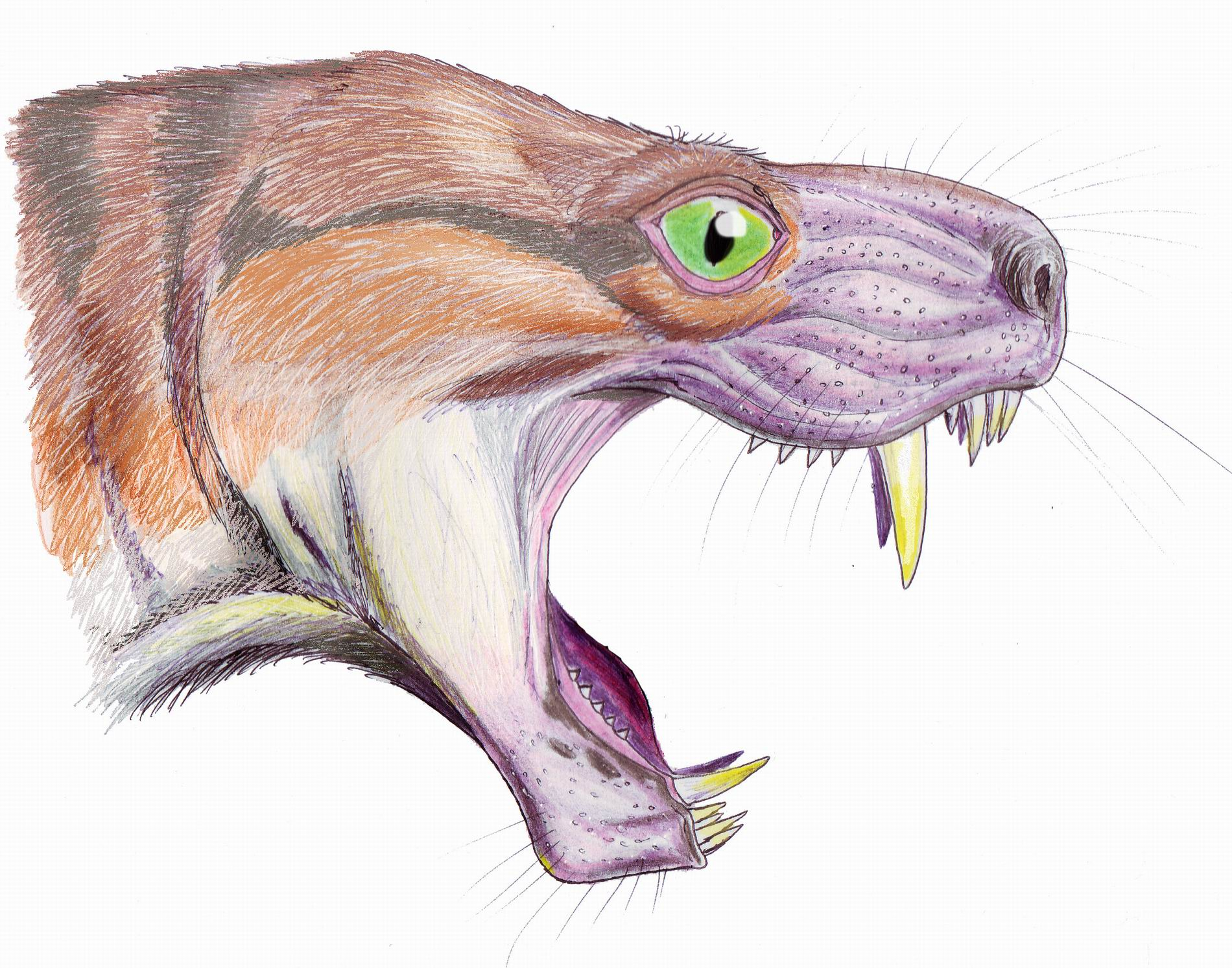
Reconstrucción de la cabeza de un Moschorhinus

Los sinápsidos (Synapsida, griego "arco fusionado"), son una clase de amniotas que incluye a los mamíferos y a todas aquellas formas más relacionadas con ellos que con el resto de amniotas. Los sinápsidos no mamíferos a veces son llamados erróneamente como «reptiles mamiferoides», es decir, reptiles similares a los mamíferos.
Anteriormente los sinápsidos se subdividian en Pelicosaurios y terápsidos, pero está subdivisión está actualmente en desuso.
El estudio de los sinápsidos fósiles no mamíferos nos muestra cómo los tipos más antiguos y basales (denominados pelicosaurios) se parecen a los primeros reptiles, y los más avanzados (denominados mammaliaformes) son casi idénticos a los mamíferos.
El rasgo craneano que los caracteriza es la presencia de un orificio en los lados del cráneo tras las órbitas de los ojos, la fosa temporal inferior. Hace tiempo se supuso erróneamente que esta fosa se había formado por la fusión de las dos que existen en los reptiles diápsidos y por ello el grupo recibió el inadecuado nombre de sinápsidos. Algunos anápsidos como los milerétidos y otros han desarrollado la configuración sinapsida por convergencia evolutiva pero no se les considera parte de la clase Synapsida.

## Características

Cráneo sinápsido tradicional, mostrando una única fenestra tras la órbita.
j: yugal, p: parietal, po: postorbital, q: cuadrado, qj: cuadratoyugal, sq: escamoso.

Los sinápsidos se caracterizan por presentar, originariamente, una única abertura en el cráneo detrás de cada ojo (fosa temporal o fenestra), en la parte inferior del hueso temporal (sien), a diferencia de los diápsidos (lagartos, cocodrilos, dinosaurios, aves), que presentan dos, y de los anápsidos y tortugas que carecen de fosas temporales. En el caso de las tortugas fue por resultado de la evolución convergente. 
Algunos sinápsidos (incluidos los mamíferos) eran endotermos y las velas dorsales de algunos pelicosaurios probablemente contribuían a regular su temperatura corporal.
Como los mamíferos, los sinápsidos no mamíferos poseían una piel glandular carente de escamas, aunque algunos pelicosaurios conservaron las escamas de los tetrápodos más primitivos en su parte ventral. Dichas escamas, como el pelo o las plumas, no tenían la misma estructura que las típicas escamas reptilianas.
Se desconoce en qué momento adquirieron características mamalianas como el pelo o las glándulas mamarias, ya que los fósiles raramente proporcionan evidencias de los tejidos blandos. No obstante, pueden deducirse muchos datos a partir del esqueleto. Así, los sinápsidos más primitivos tenían un aspecto de "lagartos desnudos", sin escamas ni pelo, y su aspecto general era más similar al de los actuales lagartos que al de los mamíferos modernos. Por otra parte, la presencia de un paladar secundario, de patas dispuestas verticalmente bajo el cuerpo y la estructura de la mandíbula inferior de los cinodontos, sugieren que muchas características mamalianas, incluyendo una capa de pelo, habían aparecido ya en estos sinápsidos del Pérmico superior. Hoy se sabe, gracias a impresiones halladas bajo los restos fósiles, que algunos terápsidos tenían pelo.Thrinaxodon, un cinodonto del Triásico, poseía un paladar secundario completo y hay evidencias de que poseía vibrisas.
Los sinápsidos fueron los primeros tetrápodos en poseer varios tipos de dientes, como incisivos, caninos y molares. Los primitivos sinápsidos tenían varios huesos en la mandíbula inferior, que fueron reduciéndose en número y en tamaño en el curso de su evolución hasta convertirse en los huesecillos que forman el oído medio de los mamíferos y quedar solo el hueso dentario como componente de la mandíbula. De hecho, cuando no se tienen evidencias de las partes blandas, los mamíferos quedan definidos como vertebrados con un único hueso en la mandíbula inferior, el dentario, que se articula con el escamosal; los demás huesos forman parte del mecanismo del oído medio (el angular forma el hueso timpánico, el articular corresponde al martillo y el cuadrado de la mandíbula superior, al yunque); el estribo estaba ya presente en el oído reptiliano.

## Historia evolutiva

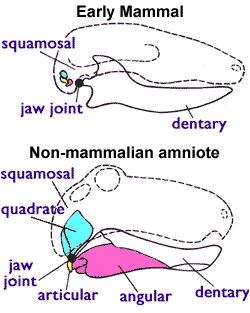
Arriba: cráneo de mamífero, con la mandíbula inferior formada únicamente por el dentario y angular, articular y cuadrado formando la cadena de huesecillos del oído medio.
Abajo: cráneo de pelicosaurio, en el que se observa como la mandíbula inferior se articula con el cuadrado y consta de varios huesos (dentario, angular, articular).

Los sinápsidos son uno de los dos grandes linajes de amniotas (el otro son los saurópsidos, o reptiles en sentido estricto). Hicieron su aparición hace unos 320 millones de años, durante el período Carbonífero superior. Archaeothyris y Clepsydrops son los sinápsidos más antiguos que se conocen; vivieron en el Pensilvánico y se les clasifica dentro de los pelicosaurios, grupo que incluye los sinápsidos más basales.
Los sinápsidos fueron los vertebrados terrestres dominantes durante el Pérmico medio y superior. Su número y diversidad se redujo drásticamente hace 251 millones de años, junto con la de la mayoría de las formas de vida, durante la extinción masiva del Pérmico-Triásico. Algunas especies sobrevivieron durante el periodo siguiente, el Triásico, pero no pudieron competir con los arcosaurios que ocuparon su lugar como vertebrados dominantes; a finales del Triásico, su número era escaso, pero para entonces, muchas de las características que posteriormente definirían a los mamíferos se habían desarrollado ya. Durante los 100 millones de años siguiente (los periodos Jurásico y Cretácico), los sinápsidos vivieron a la sombra de los grandes saurópsidos y no alcanzaron tamaños superiores a los de un gato grande; algunos mamíferos de aspecto semejante a de los roedores actuales, los multituberculados, se hicieron abundantes, pero se extinguieron durante el Eoceno. Los primeros restos fósiles de mamíferos semejantes a los actuales provienen de finales del Cretácico, hace unos 70 millones de años; eran animales poco abundantes, insectívoros, no muy diferentes de las actuales musarañas.
Debe aceptarse, pues, que los sinápsidos, después de un éxito inicial durante el Pérmico y el Triásico, fueron suplantados casi por completo de los nichos ecológicos más importantes, en el Jurásico y el Cretácico, por los reptiles diápsidos, manteniendo a los sinápsidos relegados a nichos ecológicos más específicos; y obligándolos en muchos casos a adaptarse a las nuevas condiciones para especializarse.
Luego de la extinción de los dinosaurios producto de la gran extinción masiva del Cretácico-Paleógeno, sus descendientes comenzaron a multiplicarse extraordinariamente, y hacia el comienzo del Paleoceno ya habían producido antecesores reconocibles de la mayoría de los órdenes actuales de mamíferos.

## Filogenia
Según Tree of Life, las relaciones filogenéticas de los sinápsidos con el resto de amniotas son las siguientes:
|            | Synapsida                                             |
|            |                                                       |
| Sauropsida | \| \| Anapsida \| \| \| \| \| \| Diapsida \| \| \| \| |
|            | \| \| Anapsida \| \| \| \| \| \| Diapsida \| \| \| \| |
|            | Anapsida                                              |
|            |                                                       |
|            | Diapsida                                              |
|            |                                                       |

|  | Anapsida |
|  |          |
|  | Diapsida |
|  |          |

La filogenia interna de los sinápsidos es, según Tree of Life:
|                   | Cutleria                                                                                             |
|                   | |
| Sphenacodontoidea | \| \| Sphenacodontidae \| \| \| \| \| \| Therapsida (mamíferos y sus ancestros directos) \| \| \| \| |
|                   | \| \| Sphenacodontidae \| \| \| \| \| \| Therapsida (mamíferos y sus ancestros directos) \| \| \| \| |
|                   | Sphenacodontidae                                                                                     |
|                   | |
|                   | Therapsida (mamíferos y sus ancestros directos)                                                      |
|                   | |

|  | Sphenacodontidae                                |
|  |                                                 |
|  | Therapsida (mamíferos y sus ancestros directos) |
|  |                                                 |

|                   | Cutleria                                                                                             |
|                   | |
| Sphenacodontoidea | \| \| Sphenacodontidae \| \| \| \| \| \| Therapsida (mamíferos y sus ancestros directos) \| \| \| \| |
|                   | \| \| Sphenacodontidae \| \| \| \| \| \| Therapsida (mamíferos y sus ancestros directos) \| \| \| \| |
|                   | Sphenacodontidae                                                                                     |
|                   | |
|                   | Therapsida (mamíferos y sus ancestros directos)                                                      |
|                   | |

|  | Sphenacodontidae                                |
|  |                                                 |
|  | Therapsida (mamíferos y sus ancestros directos) |
|  |                                                 |

|                   | Cutleria                                                                                             |
|                   | |
| Sphenacodontoidea | \| \| Sphenacodontidae \| \| \| \| \| \| Therapsida (mamíferos y sus ancestros directos) \| \| \| \| |
|                   | \| \| Sphenacodontidae \| \| \| \| \| \| Therapsida (mamíferos y sus ancestros directos) \| \| \| \| |
|                   | Sphenacodontidae                                                                                     |
|                   | |
|                   | Therapsida (mamíferos y sus ancestros directos)                                                      |
|                   | |

|  | Sphenacodontidae                                |
|  |                                                 |
|  | Therapsida (mamíferos y sus ancestros directos) |
|  |                                                 |

|                   | Cutleria                                                                                             |
|                   | |
| Sphenacodontoidea | \| \| Sphenacodontidae \| \| \| \| \| \| Therapsida (mamíferos y sus ancestros directos) \| \| \| \| |
|                   | \| \| Sphenacodontidae \| \| \| \| \| \| Therapsida (mamíferos y sus ancestros directos) \| \| \| \| |
|                   | Sphenacodontidae                                                                                     |
|                   | |
|                   | Therapsida (mamíferos y sus ancestros directos)                                                      |
|                   | |

|  | Sphenacodontidae                                |
|  |                                                 |
|  | Therapsida (mamíferos y sus ancestros directos) |
|  |                                                 |

|                   | Cutleria                                                                                             |
|                   | |
| Sphenacodontoidea | \| \| Sphenacodontidae \| \| \| \| \| \| Therapsida (mamíferos y sus ancestros directos) \| \| \| \| |
|                   | \| \| Sphenacodontidae \| \| \| \| \| \| Therapsida (mamíferos y sus ancestros directos) \| \| \| \| |
|                   | Sphenacodontidae                                                                                     |
|                   | |
|                   | Therapsida (mamíferos y sus ancestros directos)                                                      |
|                   | |

|  | Sphenacodontidae                                |
|  |                                                 |
|  | Therapsida (mamíferos y sus ancestros directos) |
|  |                                                 |

|                   | Cutleria                                                                                             |
|                   | |
| Sphenacodontoidea | \| \| Sphenacodontidae \| \| \| \| \| \| Therapsida (mamíferos y sus ancestros directos) \| \| \| \| |
|                   | \| \| Sphenacodontidae \| \| \| \| \| \| Therapsida (mamíferos y sus ancestros directos) \| \| \| \| |
|                   | Sphenacodontidae                                                                                     |
|                   | |
|                   | Therapsida (mamíferos y sus ancestros directos)                                                      |
|                   | |

|  | Sphenacodontidae                                |
|  |                                                 |
|  | Therapsida (mamíferos y sus ancestros directos) |
|  |                                                 |

|                   | Cutleria                                                                                             |
|                   | |
| Sphenacodontoidea | \| \| Sphenacodontidae \| \| \| \| \| \| Therapsida (mamíferos y sus ancestros directos) \| \| \| \| |
|                   | \| \| Sphenacodontidae \| \| \| \| \| \| Therapsida (mamíferos y sus ancestros directos) \| \| \| \| |
|                   | Sphenacodontidae                                                                                     |
|                   | |
|                   | Therapsida (mamíferos y sus ancestros directos)                                                      |
|                   | |

|  | Sphenacodontidae                                |
|  |                                                 |
|  | Therapsida (mamíferos y sus ancestros directos) |
|  |                                                 |

|                   | Cutleria                                                                                             |
|                   | |
| Sphenacodontoidea | \| \| Sphenacodontidae \| \| \| \| \| \| Therapsida (mamíferos y sus ancestros directos) \| \| \| \| |
|                   | \| \| Sphenacodontidae \| \| \| \| \| \| Therapsida (mamíferos y sus ancestros directos) \| \| \| \| |
|                   | Sphenacodontidae                                                                                     |
|                   | |
|                   | Therapsida (mamíferos y sus ancestros directos)                                                      |
|                   | |

|  | Sphenacodontidae                                |
|  |                                                 |
|  | Therapsida (mamíferos y sus ancestros directos) |
|  |                                                 |

|                   | Cutleria                                                                                             |
|                   | |
| Sphenacodontoidea | \| \| Sphenacodontidae \| \| \| \| \| \| Therapsida (mamíferos y sus ancestros directos) \| \| \| \| |
|                   | \| \| Sphenacodontidae \| \| \| \| \| \| Therapsida (mamíferos y sus ancestros directos) \| \| \| \| |
|                   | Sphenacodontidae                                                                                     |
|                   | |
|                   | Therapsida (mamíferos y sus ancestros directos)                                                      |
|                   | |

|  | Sphenacodontidae                                |
|  |                                                 |
|  | Therapsida (mamíferos y sus ancestros directos) |
|  |                                                 |

|                   | Cutleria                                                                                             |
|                   | |
| Sphenacodontoidea | \| \| Sphenacodontidae \| \| \| \| \| \| Therapsida (mamíferos y sus ancestros directos) \| \| \| \| |
|                   | \| \| Sphenacodontidae \| \| \| \| \| \| Therapsida (mamíferos y sus ancestros directos) \| \| \| \| |
|                   | Sphenacodontidae                                                                                     |
|                   | |
|                   | Therapsida (mamíferos y sus ancestros directos)                                                      |
|                   | |

|  | Sphenacodontidae                                |
|  |                                                 |
|  | Therapsida (mamíferos y sus ancestros directos) |
|  |                                                 |

|                   | Cutleria                                                                                             |
|                   | |
| Sphenacodontoidea | \| \| Sphenacodontidae \| \| \| \| \| \| Therapsida (mamíferos y sus ancestros directos) \| \| \| \| |
|                   | \| \| Sphenacodontidae \| \| \| \| \| \| Therapsida (mamíferos y sus ancestros directos) \| \| \| \| |
|                   | Sphenacodontidae                                                                                     |
|                   | |
|                   | Therapsida (mamíferos y sus ancestros directos)                                                      |
|                   | |

|  | Sphenacodontidae                                |
|  |                                                 |
|  | Therapsida (mamíferos y sus ancestros directos) |
|  |                                                 |

|                   | Cutleria                                                                                             |
|                   | |
| Sphenacodontoidea | \| \| Sphenacodontidae \| \| \| \| \| \| Therapsida (mamíferos y sus ancestros directos) \| \| \| \| |
|                   | \| \| Sphenacodontidae \| \| \| \| \| \| Therapsida (mamíferos y sus ancestros directos) \| \| \| \| |
|                   | Sphenacodontidae                                                                                     |
|                   | |
|                   | Therapsida (mamíferos y sus ancestros directos)                                                      |
|                   | |

|  | Sphenacodontidae                                |
|  |                                                 |
|  | Therapsida (mamíferos y sus ancestros directos) |
|  |                                                 |

|                   | Cutleria                                                                                             |
|                   | |
| Sphenacodontoidea | \| \| Sphenacodontidae \| \| \| \| \| \| Therapsida (mamíferos y sus ancestros directos) \| \| \| \| |
|                   | \| \| Sphenacodontidae \| \| \| \| \| \| Therapsida (mamíferos y sus ancestros directos) \| \| \| \| |
|                   | Sphenacodontidae                                                                                     |
|                   | |
|                   | Therapsida (mamíferos y sus ancestros directos)                                                      |
|                   | |

|  | Sphenacodontidae                                |
|  |                                                 |
|  | Therapsida (mamíferos y sus ancestros directos) |
|  |                                                 |

|                   | Cutleria                                                                                             |
|                   | |
| Sphenacodontoidea | \| \| Sphenacodontidae \| \| \| \| \| \| Therapsida (mamíferos y sus ancestros directos) \| \| \| \| |
|                   | \| \| Sphenacodontidae \| \| \| \| \| \| Therapsida (mamíferos y sus ancestros directos) \| \| \| \| |
|                   | Sphenacodontidae                                                                                     |
|                   | |
|                   | Therapsida (mamíferos y sus ancestros directos)                                                      |
|                   | |

|  | Sphenacodontidae                                |
|  |                                                 |
|  | Therapsida (mamíferos y sus ancestros directos) |
|  |                                                 |

|                   | Cutleria                                                                                             |
|                   | |
| Sphenacodontoidea | \| \| Sphenacodontidae \| \| \| \| \| \| Therapsida (mamíferos y sus ancestros directos) \| \| \| \| |
|                   | \| \| Sphenacodontidae \| \| \| \| \| \| Therapsida (mamíferos y sus ancestros directos) \| \| \| \| |
|                   | Sphenacodontidae                                                                                     |
|                   | |
|                   | Therapsida (mamíferos y sus ancestros directos)                                                      |
|                   | |

|  | Sphenacodontidae                                |
|  |                                                 |
|  | Therapsida (mamíferos y sus ancestros directos) |
|  |                                                 |

|                   | Cutleria                                                                                             |
|                   | |
| Sphenacodontoidea | \| \| Sphenacodontidae \| \| \| \| \| \| Therapsida (mamíferos y sus ancestros directos) \| \| \| \| |
|                   | \| \| Sphenacodontidae \| \| \| \| \| \| Therapsida (mamíferos y sus ancestros directos) \| \| \| \| |
|                   | Sphenacodontidae                                                                                     |
|                   | |
|                   | Therapsida (mamíferos y sus ancestros directos)                                                      |
|                   | |

|  | Sphenacodontidae                                |
|  |                                                 |
|  | Therapsida (mamíferos y sus ancestros directos) |
|  |                                                 |

|                   | Cutleria                                                                                             |
|                   | |
| Sphenacodontoidea | \| \| Sphenacodontidae \| \| \| \| \| \| Therapsida (mamíferos y sus ancestros directos) \| \| \| \| |
|                   | \| \| Sphenacodontidae \| \| \| \| \| \| Therapsida (mamíferos y sus ancestros directos) \| \| \| \| |
|                   | Sphenacodontidae                                                                                     |
|                   | |
|                   | Therapsida (mamíferos y sus ancestros directos)                                                      |
|                   | |

|  | Sphenacodontidae                                |
|  |                                                 |
|  | Therapsida (mamíferos y sus ancestros directos) |
|  |                                                 |

|                   | Cutleria                                                                                             |
|                   | |
| Sphenacodontoidea | \| \| Sphenacodontidae \| \| \| \| \| \| Therapsida (mamíferos y sus ancestros directos) \| \| \| \| |
|                   | \| \| Sphenacodontidae \| \| \| \| \| \| Therapsida (mamíferos y sus ancestros directos) \| \| \| \| |
|                   | Sphenacodontidae                                                                                     |
|                   | |
|                   | Therapsida (mamíferos y sus ancestros directos)                                                      |
|                   | |

|  | Sphenacodontidae                                |
|  |                                                 |
|  | Therapsida (mamíferos y sus ancestros directos) |
|  |                                                 |

|                   | Cutleria                                                                                             |
|                   | |
| Sphenacodontoidea | \| \| Sphenacodontidae \| \| \| \| \| \| Therapsida (mamíferos y sus ancestros directos) \| \| \| \| |
|                   | \| \| Sphenacodontidae \| \| \| \| \| \| Therapsida (mamíferos y sus ancestros directos) \| \| \| \| |
|                   | Sphenacodontidae                                                                                     |
|                   | |
|                   | Therapsida (mamíferos y sus ancestros directos)                                                      |
|                   | |

|  | Sphenacodontidae                                |
|  |                                                 |
|  | Therapsida (mamíferos y sus ancestros directos) |
|  |                                                 |

|                   | Cutleria                                                                                             |
|                   | |
| Sphenacodontoidea | \| \| Sphenacodontidae \| \| \| \| \| \| Therapsida (mamíferos y sus ancestros directos) \| \| \| \| |
|                   | \| \| Sphenacodontidae \| \| \| \| \| \| Therapsida (mamíferos y sus ancestros directos) \| \| \| \| |
|                   | Sphenacodontidae                                                                                     |
|                   | |
|                   | Therapsida (mamíferos y sus ancestros directos)                                                      |
|                   | |

|  | Sphenacodontidae                                |
|  |                                                 |
|  | Therapsida (mamíferos y sus ancestros directos) |
|  |                                                 |

|                   | Cutleria                                                                                             |
|                   | |
| Sphenacodontoidea | \| \| Sphenacodontidae \| \| \| \| \| \| Therapsida (mamíferos y sus ancestros directos) \| \| \| \| |
|                   | \| \| Sphenacodontidae \| \| \| \| \| \| Therapsida (mamíferos y sus ancestros directos) \| \| \| \| |
|                   | Sphenacodontidae                                                                                     |
|                   | |
|                   | Therapsida (mamíferos y sus ancestros directos)                                                      |
|                   | |

|  | Sphenacodontidae                                |
|  |                                                 |
|  | Therapsida (mamíferos y sus ancestros directos) |
|  |                                                 |

|                   | Cutleria                                                                                             |
|                   | |
| Sphenacodontoidea | \| \| Sphenacodontidae \| \| \| \| \| \| Therapsida (mamíferos y sus ancestros directos) \| \| \| \| |
|                   | \| \| Sphenacodontidae \| \| \| \| \| \| Therapsida (mamíferos y sus ancestros directos) \| \| \| \| |
|                   | Sphenacodontidae                                                                                     |
|                   | |
|                   | Therapsida (mamíferos y sus ancestros directos)                                                      |
|                   | |

|  | Sphenacodontidae                                |
|  |                                                 |
|  | Therapsida (mamíferos y sus ancestros directos) |
|  |                                                 |

|                   | Cutleria                                                                                             |
|                   | |
| Sphenacodontoidea | \| \| Sphenacodontidae \| \| \| \| \| \| Therapsida (mamíferos y sus ancestros directos) \| \| \| \| |
|                   | \| \| Sphenacodontidae \| \| \| \| \| \| Therapsida (mamíferos y sus ancestros directos) \| \| \| \| |
|                   | Sphenacodontidae                                                                                     |
|                   | |
|                   | Therapsida (mamíferos y sus ancestros directos)                                                      |
|                   | |

|  | Sphenacodontidae                                |
|  |                                                 |
|  | Therapsida (mamíferos y sus ancestros directos) |
|  |                                                 |

|                   | Cutleria                                                                                             |
|                   | |
| Sphenacodontoidea | \| \| Sphenacodontidae \| \| \| \| \| \| Therapsida (mamíferos y sus ancestros directos) \| \| \| \| |
|                   | \| \| Sphenacodontidae \| \| \| \| \| \| Therapsida (mamíferos y sus ancestros directos) \| \| \| \| |
|                   | Sphenacodontidae                                                                                     |
|                   | |
|                   | Therapsida (mamíferos y sus ancestros directos)                                                      |
|                   | |

|  | Sphenacodontidae                                |
|  |                                                 |
|  | Therapsida (mamíferos y sus ancestros directos) |
|  |                                                 |

|                   | Cutleria                                                                                             |
|                   | |
| Sphenacodontoidea | \| \| Sphenacodontidae \| \| \| \| \| \| Therapsida (mamíferos y sus ancestros directos) \| \| \| \| |
|                   | \| \| Sphenacodontidae \| \| \| \| \| \| Therapsida (mamíferos y sus ancestros directos) \| \| \| \| |
|                   | Sphenacodontidae                                                                                     |
|                   | |
|                   | Therapsida (mamíferos y sus ancestros directos)                                                      |
|                   | |

|  | Sphenacodontidae                                |
|  |                                                 |
|  | Therapsida (mamíferos y sus ancestros directos) |
|  |                                                 |

|                   | Cutleria                                                                                             |
|                   | |
| Sphenacodontoidea | \| \| Sphenacodontidae \| \| \| \| \| \| Therapsida (mamíferos y sus ancestros directos) \| \| \| \| |
|                   | \| \| Sphenacodontidae \| \| \| \| \| \| Therapsida (mamíferos y sus ancestros directos) \| \| \| \| |
|                   | Sphenacodontidae                                                                                     |
|                   | |
|                   | Therapsida (mamíferos y sus ancestros directos)                                                      |
|                   | |

|  | Sphenacodontidae                                |
|  |                                                 |
|  | Therapsida (mamíferos y sus ancestros directos) |
|  |                                                 |

|                   | Cutleria                                                                                             |
|                   | |
| Sphenacodontoidea | \| \| Sphenacodontidae \| \| \| \| \| \| Therapsida (mamíferos y sus ancestros directos) \| \| \| \| |
|                   | \| \| Sphenacodontidae \| \| \| \| \| \| Therapsida (mamíferos y sus ancestros directos) \| \| \| \| |
|                   | Sphenacodontidae                                                                                     |
|                   | |
|                   | Therapsida (mamíferos y sus ancestros directos)                                                      |
|                   | |

|  | Sphenacodontidae                                |
|  |                                                 |
|  | Therapsida (mamíferos y sus ancestros directos) |
|  |                                                 |

|                   | Cutleria                                                                                             |
|                   | |
| Sphenacodontoidea | \| \| Sphenacodontidae \| \| \| \| \| \| Therapsida (mamíferos y sus ancestros directos) \| \| \| \| |
|                   | \| \| Sphenacodontidae \| \| \| \| \| \| Therapsida (mamíferos y sus ancestros directos) \| \| \| \| |
|                   | Sphenacodontidae                                                                                     |
|                   | |
|                   | Therapsida (mamíferos y sus ancestros directos)                                                      |
|                   | |

|  | Sphenacodontidae                                |
|  |                                                 |
|  | Therapsida (mamíferos y sus ancestros directos) |
|  |                                                 |

|                   | Cutleria                                                                                             |
|                   | |
| Sphenacodontoidea | \| \| Sphenacodontidae \| \| \| \| \| \| Therapsida (mamíferos y sus ancestros directos) \| \| \| \| |
|                   | \| \| Sphenacodontidae \| \| \| \| \| \| Therapsida (mamíferos y sus ancestros directos) \| \| \| \| |
|                   | Sphenacodontidae                                                                                     |
|                   | |
|                   | Therapsida (mamíferos y sus ancestros directos)                                                      |
|                   | |

|  | Sphenacodontidae                                |
|  |                                                 |
|  | Therapsida (mamíferos y sus ancestros directos) |
|  |                                                 |

|                   | Cutleria                                                                                             |
|                   | |
| Sphenacodontoidea | \| \| Sphenacodontidae \| \| \| \| \| \| Therapsida (mamíferos y sus ancestros directos) \| \| \| \| |
|                   | \| \| Sphenacodontidae \| \| \| \| \| \| Therapsida (mamíferos y sus ancestros directos) \| \| \| \| |
|                   | Sphenacodontidae                                                                                     |
|                   | |
|                   | Therapsida (mamíferos y sus ancestros directos)                                                      |
|                   | |

|  | Sphenacodontidae                                |
|  |                                                 |
|  | Therapsida (mamíferos y sus ancestros directos) |
|  |                                                 |

|                   | Cutleria                                                                                             |
|                   | |
| Sphenacodontoidea | \| \| Sphenacodontidae \| \| \| \| \| \| Therapsida (mamíferos y sus ancestros directos) \| \| \| \| |
|                   | \| \| Sphenacodontidae \| \| \| \| \| \| Therapsida (mamíferos y sus ancestros directos) \| \| \| \| |
|                   | Sphenacodontidae                                                                                     |
|                   | |
|                   | Therapsida (mamíferos y sus ancestros directos)                                                      |
|                   | |

|  | Sphenacodontidae                                |
|  |                                                 |
|  | Therapsida (mamíferos y sus ancestros directos) |
|  |                                                 |

|                   | Cutleria                                                                                             |
|                   | |
| Sphenacodontoidea | \| \| Sphenacodontidae \| \| \| \| \| \| Therapsida (mamíferos y sus ancestros directos) \| \| \| \| |
|                   | \| \| Sphenacodontidae \| \| \| \| \| \| Therapsida (mamíferos y sus ancestros directos) \| \| \| \| |
|                   | Sphenacodontidae                                                                                     |
|                   | |
|                   | Therapsida (mamíferos y sus ancestros directos)                                                      |
|                   | |

|  | Sphenacodontidae                                |
|  |                                                 |
|  | Therapsida (mamíferos y sus ancestros directos) |
|  |                                                 |

|                   | Cutleria                                                                                             |
|                   | |
| Sphenacodontoidea | \| \| Sphenacodontidae \| \| \| \| \| \| Therapsida (mamíferos y sus ancestros directos) \| \| \| \| |
|                   | \| \| Sphenacodontidae \| \| \| \| \| \| Therapsida (mamíferos y sus ancestros directos) \| \| \| \| |
|                   | Sphenacodontidae                                                                                     |
|                   | |
|                   | Therapsida (mamíferos y sus ancestros directos)                                                      |
|                   | |

|  | Sphenacodontidae                                |
|  |                                                 |
|  | Therapsida (mamíferos y sus ancestros directos) |
|  |                                                 |

|                   | Cutleria                                                                                             |
|                   | |
| Sphenacodontoidea | \| \| Sphenacodontidae \| \| \| \| \| \| Therapsida (mamíferos y sus ancestros directos) \| \| \| \| |
|                   | \| \| Sphenacodontidae \| \| \| \| \| \| Therapsida (mamíferos y sus ancestros directos) \| \| \| \| |
|                   | Sphenacodontidae                                                                                     |
|                   | |
|                   | Therapsida (mamíferos y sus ancestros directos)                                                      |
|                   | |

|  | Sphenacodontidae                                |
|  |                                                 |
|  | Therapsida (mamíferos y sus ancestros directos) |
|  |                                                 |

|                   | Cutleria                                                                                             |
|                   | |
| Sphenacodontoidea | \| \| Sphenacodontidae \| \| \| \| \| \| Therapsida (mamíferos y sus ancestros directos) \| \| \| \| |
|                   | \| \| Sphenacodontidae \| \| \| \| \| \| Therapsida (mamíferos y sus ancestros directos) \| \| \| \| |
|                   | Sphenacodontidae                                                                                     |
|                   | |
|                   | Therapsida (mamíferos y sus ancestros directos)                                                      |
|                   | |

|  | Sphenacodontidae                                |
|  |                                                 |
|  | Therapsida (mamíferos y sus ancestros directos) |
|  |                                                 |

|                   | Cutleria                                                                                             |
|                   | |
| Sphenacodontoidea | \| \| Sphenacodontidae \| \| \| \| \| \| Therapsida (mamíferos y sus ancestros directos) \| \| \| \| |
|                   | \| \| Sphenacodontidae \| \| \| \| \| \| Therapsida (mamíferos y sus ancestros directos) \| \| \| \| |
|                   | Sphenacodontidae                                                                                     |
|                   | |
|                   | Therapsida (mamíferos y sus ancestros directos)                                                      |
|                   | |

|  | Sphenacodontidae                                |
|  |                                                 |
|  | Therapsida (mamíferos y sus ancestros directos) |
|  |                                                 |

|                   | Cutleria                                                                                             |
|                   | |
| Sphenacodontoidea | \| \| Sphenacodontidae \| \| \| \| \| \| Therapsida (mamíferos y sus ancestros directos) \| \| \| \| |
|                   | \| \| Sphenacodontidae \| \| \| \| \| \| Therapsida (mamíferos y sus ancestros directos) \| \| \| \| |
|                   | Sphenacodontidae                                                                                     |
|                   | |
|                   | Therapsida (mamíferos y sus ancestros directos)                                                      |
|                   | |

|  | Sphenacodontidae                                |
|  |                                                 |
|  | Therapsida (mamíferos y sus ancestros directos) |
|  |                                                 |

|                   | Cutleria                                                                                             |
|                   | |
| Sphenacodontoidea | \| \| Sphenacodontidae \| \| \| \| \| \| Therapsida (mamíferos y sus ancestros directos) \| \| \| \| |
|                   | \| \| Sphenacodontidae \| \| \| \| \| \| Therapsida (mamíferos y sus ancestros directos) \| \| \| \| |
|                   | Sphenacodontidae                                                                                     |
|                   | |
|                   | Therapsida (mamíferos y sus ancestros directos)                                                      |
|                   | |

|  | Sphenacodontidae                                |
|  |                                                 |
|  | Therapsida (mamíferos y sus ancestros directos) |
|  |                                                 |

|                   | Cutleria                                                                                             |
|                   | |
| Sphenacodontoidea | \| \| Sphenacodontidae \| \| \| \| \| \| Therapsida (mamíferos y sus ancestros directos) \| \| \| \| |
|                   | \| \| Sphenacodontidae \| \| \| \| \| \| Therapsida (mamíferos y sus ancestros directos) \| \| \| \| |
|                   | Sphenacodontidae                                                                                     |
|                   | |
|                   | Therapsida (mamíferos y sus ancestros directos)                                                      |
|                   | |

|  | Sphenacodontidae                                |
|  |                                                 |
|  | Therapsida (mamíferos y sus ancestros directos) |
|  |                                                 |

|                   | Cutleria                                                                                             |
|                   | |
| Sphenacodontoidea | \| \| Sphenacodontidae \| \| \| \| \| \| Therapsida (mamíferos y sus ancestros directos) \| \| \| \| |
|                   | \| \| Sphenacodontidae \| \| \| \| \| \| Therapsida (mamíferos y sus ancestros directos) \| \| \| \| |
|                   | Sphenacodontidae                                                                                     |
|                   | |
|                   | Therapsida (mamíferos y sus ancestros directos)                                                      |
|                   | |

|  | Sphenacodontidae                                |
|  |                                                 |
|  | Therapsida (mamíferos y sus ancestros directos) |
|  |                                                 |

|                   | Cutleria                                                                                             |
|                   | |
| Sphenacodontoidea | \| \| Sphenacodontidae \| \| \| \| \| \| Therapsida (mamíferos y sus ancestros directos) \| \| \| \| |
|                   | \| \| Sphenacodontidae \| \| \| \| \| \| Therapsida (mamíferos y sus ancestros directos) \| \| \| \| |
|                   | Sphenacodontidae                                                                                     |
|                   | |
|                   | Therapsida (mamíferos y sus ancestros directos)                                                      |
|                   | |

|  | Sphenacodontidae                                |
|  |                                                 |
|  | Therapsida (mamíferos y sus ancestros directos) |
|  |                                                 |

|                   | Cutleria                                                                                             |
|                   | |
| Sphenacodontoidea | \| \| Sphenacodontidae \| \| \| \| \| \| Therapsida (mamíferos y sus ancestros directos) \| \| \| \| |
|                   | \| \| Sphenacodontidae \| \| \| \| \| \| Therapsida (mamíferos y sus ancestros directos) \| \| \| \| |
|                   | Sphenacodontidae                                                                                     |
|                   | |
|                   | Therapsida (mamíferos y sus ancestros directos)                                                      |
|                   | |

|  | Sphenacodontidae                                |
|  |                                                 |
|  | Therapsida (mamíferos y sus ancestros directos) |
|  |                                                 |

|                   | Cutleria                                                                                             |
|                   | |
| Sphenacodontoidea | \| \| Sphenacodontidae \| \| \| \| \| \| Therapsida (mamíferos y sus ancestros directos) \| \| \| \| |
|                   | \| \| Sphenacodontidae \| \| \| \| \| \| Therapsida (mamíferos y sus ancestros directos) \| \| \| \| |
|                   | Sphenacodontidae                                                                                     |
|                   | |
|                   | Therapsida (mamíferos y sus ancestros directos)                                                      |
|                   | |

|  | Sphenacodontidae                                |
|  |                                                 |
|  | Therapsida (mamíferos y sus ancestros directos) |
|  |                                                 |

|                   | Cutleria                                                                                             |
|                   | |
| Sphenacodontoidea | \| \| Sphenacodontidae \| \| \| \| \| \| Therapsida (mamíferos y sus ancestros directos) \| \| \| \| |
|                   | \| \| Sphenacodontidae \| \| \| \| \| \| Therapsida (mamíferos y sus ancestros directos) \| \| \| \| |
|                   | Sphenacodontidae                                                                                     |
|                   | |
|                   | Therapsida (mamíferos y sus ancestros directos)                                                      |
|                   | |

|  | Sphenacodontidae                                |
|  |                                                 |
|  | Therapsida (mamíferos y sus ancestros directos) |
|  |                                                 |

|                   | Cutleria                                                                                             |
|                   | |
| Sphenacodontoidea | \| \| Sphenacodontidae \| \| \| \| \| \| Therapsida (mamíferos y sus ancestros directos) \| \| \| \| |
|                   | \| \| Sphenacodontidae \| \| \| \| \| \| Therapsida (mamíferos y sus ancestros directos) \| \| \| \| |
|                   | Sphenacodontidae                                                                                     |
|                   | |
|                   | Therapsida (mamíferos y sus ancestros directos)                                                      |
|                   | |

|  | Sphenacodontidae                                |
|  |                                                 |
|  | Therapsida (mamíferos y sus ancestros directos) |
|  |                                                 |

|                   | Cutleria                                                                                             |
|                   | |
| Sphenacodontoidea | \| \| Sphenacodontidae \| \| \| \| \| \| Therapsida (mamíferos y sus ancestros directos) \| \| \| \| |
|                   | \| \| Sphenacodontidae \| \| \| \| \| \| Therapsida (mamíferos y sus ancestros directos) \| \| \| \| |
|                   | Sphenacodontidae                                                                                     |
|                   | |
|                   | Therapsida (mamíferos y sus ancestros directos)                                                      |
|                   | |

|  | Sphenacodontidae                                |
|  |                                                 |
|  | Therapsida (mamíferos y sus ancestros directos) |
|  |                                                 |

|                   | Cutleria                                                                                             |
|                   | |
| Sphenacodontoidea | \| \| Sphenacodontidae \| \| \| \| \| \| Therapsida (mamíferos y sus ancestros directos) \| \| \| \| |
|                   | \| \| Sphenacodontidae \| \| \| \| \| \| Therapsida (mamíferos y sus ancestros directos) \| \| \| \| |
|                   | Sphenacodontidae                                                                                     |
|                   | |
|                   | Therapsida (mamíferos y sus ancestros directos)                                                      |
|                   | |

|  | Sphenacodontidae                                |
|  |                                                 |
|  | Therapsida (mamíferos y sus ancestros directos) |
|  |                                                 |

|                   | Cutleria                                                                                             |
|                   | |
| Sphenacodontoidea | \| \| Sphenacodontidae \| \| \| \| \| \| Therapsida (mamíferos y sus ancestros directos) \| \| \| \| |
|                   | \| \| Sphenacodontidae \| \| \| \| \| \| Therapsida (mamíferos y sus ancestros directos) \| \| \| \| |
|                   | Sphenacodontidae                                                                                     |
|                   | |
|                   | Therapsida (mamíferos y sus ancestros directos)                                                      |
|                   | |

|  | Sphenacodontidae                                |
|  |                                                 |
|  | Therapsida (mamíferos y sus ancestros directos) |
|  |                                                 |

|                   | Cutleria                                                                                             |
|                   | |
| Sphenacodontoidea | \| \| Sphenacodontidae \| \| \| \| \| \| Therapsida (mamíferos y sus ancestros directos) \| \| \| \| |
|                   | \| \| Sphenacodontidae \| \| \| \| \| \| Therapsida (mamíferos y sus ancestros directos) \| \| \| \| |
|                   | Sphenacodontidae                                                                                     |
|                   | |
|                   | Therapsida (mamíferos y sus ancestros directos)                                                      |
|                   | |

|  | Sphenacodontidae                                |
|  |                                                 |
|  | Therapsida (mamíferos y sus ancestros directos) |
|  |                                                 |

|                   | Cutleria                                                                                             |
|                   | |
| Sphenacodontoidea | \| \| Sphenacodontidae \| \| \| \| \| \| Therapsida (mamíferos y sus ancestros directos) \| \| \| \| |
|                   | \| \| Sphenacodontidae \| \| \| \| \| \| Therapsida (mamíferos y sus ancestros directos) \| \| \| \| |
|                   | Sphenacodontidae                                                                                     |
|                   | |
|                   | Therapsida (mamíferos y sus ancestros directos)                                                      |
|                   | |

|  | Sphenacodontidae                                |
|  |                                                 |
|  | Therapsida (mamíferos y sus ancestros directos) |
|  |                                                 |

|                   | Cutleria                                                                                             |
|                   | |
| Sphenacodontoidea | \| \| Sphenacodontidae \| \| \| \| \| \| Therapsida (mamíferos y sus ancestros directos) \| \| \| \| |
|                   | \| \| Sphenacodontidae \| \| \| \| \| \| Therapsida (mamíferos y sus ancestros directos) \| \| \| \| |
|                   | Sphenacodontidae                                                                                     |
|                   | |
|                   | Therapsida (mamíferos y sus ancestros directos)                                                      |
|                   | |

|  | Sphenacodontidae                                |
|  |                                                 |
|  | Therapsida (mamíferos y sus ancestros directos) |
|  |                                                 |

|                   | Cutleria                                                                                             |
|                   | |
| Sphenacodontoidea | \| \| Sphenacodontidae \| \| \| \| \| \| Therapsida (mamíferos y sus ancestros directos) \| \| \| \| |
|                   | \| \| Sphenacodontidae \| \| \| \| \| \| Therapsida (mamíferos y sus ancestros directos) \| \| \| \| |
|                   | Sphenacodontidae                                                                                     |
|                   | |
|                   | Therapsida (mamíferos y sus ancestros directos)                                                      |
|                   | |

|  | Sphenacodontidae                                |
|  |                                                 |
|  | Therapsida (mamíferos y sus ancestros directos) |
|  |                                                 |

|                   | Cutleria                                                                                             |
|                   | |
| Sphenacodontoidea | \| \| Sphenacodontidae \| \| \| \| \| \| Therapsida (mamíferos y sus ancestros directos) \| \| \| \| |
|                   | \| \| Sphenacodontidae \| \| \| \| \| \| Therapsida (mamíferos y sus ancestros directos) \| \| \| \| |
|                   | Sphenacodontidae                                                                                     |
|                   | |
|                   | Therapsida (mamíferos y sus ancestros directos)                                                      |
|                   | |

|  | Sphenacodontidae                                |
|  |                                                 |
|  | Therapsida (mamíferos y sus ancestros directos) |
|  |                                                 |

|                   | Cutleria                                                                                             |
|                   | |
| Sphenacodontoidea | \| \| Sphenacodontidae \| \| \| \| \| \| Therapsida (mamíferos y sus ancestros directos) \| \| \| \| |
|                   | \| \| Sphenacodontidae \| \| \| \| \| \| Therapsida (mamíferos y sus ancestros directos) \| \| \| \| |
|                   | Sphenacodontidae                                                                                     |
|                   | |
|                   | Therapsida (mamíferos y sus ancestros directos)                                                      |
|                   | |

|  | Sphenacodontidae                                |
|  |                                                 |
|  | Therapsida (mamíferos y sus ancestros directos) |
|  |                                                 |

|                   | Cutleria                                                                                             |
|                   | |
| Sphenacodontoidea | \| \| Sphenacodontidae \| \| \| \| \| \| Therapsida (mamíferos y sus ancestros directos) \| \| \| \| |
|                   | \| \| Sphenacodontidae \| \| \| \| \| \| Therapsida (mamíferos y sus ancestros directos) \| \| \| \| |
|                   | Sphenacodontidae                                                                                     |
|                   | |
|                   | Therapsida (mamíferos y sus ancestros directos)                                                      |
|                   | |

|  | Sphenacodontidae                                |
|  |                                                 |
|  | Therapsida (mamíferos y sus ancestros directos) |
|  |                                                 |

|                   | Cutleria                                                                                             |
|                   | |
| Sphenacodontoidea | \| \| Sphenacodontidae \| \| \| \| \| \| Therapsida (mamíferos y sus ancestros directos) \| \| \| \| |
|                   | \| \| Sphenacodontidae \| \| \| \| \| \| Therapsida (mamíferos y sus ancestros directos) \| \| \| \| |
|                   | Sphenacodontidae                                                                                     |
|                   | |
|                   | Therapsida (mamíferos y sus ancestros directos)                                                      |
|                   | |

|  | Sphenacodontidae                                |
|  |                                                 |
|  | Therapsida (mamíferos y sus ancestros directos) |
|  |                                                 |

|                   | Cutleria                                                                                             |
|                   | |
| Sphenacodontoidea | \| \| Sphenacodontidae \| \| \| \| \| \| Therapsida (mamíferos y sus ancestros directos) \| \| \| \| |
|                   | \| \| Sphenacodontidae \| \| \| \| \| \| Therapsida (mamíferos y sus ancestros directos) \| \| \| \| |
|                   | Sphenacodontidae                                                                                     |
|                   | |
|                   | Therapsida (mamíferos y sus ancestros directos)                                                      |
|                   | |

|  | Sphenacodontidae                                |
|  |                                                 |
|  | Therapsida (mamíferos y sus ancestros directos) |
|  |                                                 |

|                   | Cutleria                                                                                             |
|                   | |
| Sphenacodontoidea | \| \| Sphenacodontidae \| \| \| \| \| \| Therapsida (mamíferos y sus ancestros directos) \| \| \| \| |
|                   | \| \| Sphenacodontidae \| \| \| \| \| \| Therapsida (mamíferos y sus ancestros directos) \| \| \| \| |
|                   | Sphenacodontidae                                                                                     |
|                   | |
|                   | Therapsida (mamíferos y sus ancestros directos)                                                      |
|                   | |

|  | Sphenacodontidae                                |
|  |                                                 |
|  | Therapsida (mamíferos y sus ancestros directos) |
|  |                                                 |

|                   | Cutleria                                                                                             |
|                   | |
| Sphenacodontoidea | \| \| Sphenacodontidae \| \| \| \| \| \| Therapsida (mamíferos y sus ancestros directos) \| \| \| \| |
|                   | \| \| Sphenacodontidae \| \| \| \| \| \| Therapsida (mamíferos y sus ancestros directos) \| \| \| \| |
|                   | Sphenacodontidae                                                                                     |
|                   | |
|                   | Therapsida (mamíferos y sus ancestros directos)                                                      |
|                   | |

|  | Sphenacodontidae                                |
|  |                                                 |
|  | Therapsida (mamíferos y sus ancestros directos) |
|  |                                                 |

|                   | Cutleria                                                                                             |
|                   | |
| Sphenacodontoidea | \| \| Sphenacodontidae \| \| \| \| \| \| Therapsida (mamíferos y sus ancestros directos) \| \| \| \| |
|                   | \| \| Sphenacodontidae \| \| \| \| \| \| Therapsida (mamíferos y sus ancestros directos) \| \| \| \| |
|                   | Sphenacodontidae                                                                                     |
|                   | |
|                   | Therapsida (mamíferos y sus ancestros directos)                                                      |
|                   | |

|  | Sphenacodontidae                                |
|  |                                                 |
|  | Therapsida (mamíferos y sus ancestros directos) |
|  |                                                 |

|                   | Cutleria                                                                                             |
|                   | |
| Sphenacodontoidea | \| \| Sphenacodontidae \| \| \| \| \| \| Therapsida (mamíferos y sus ancestros directos) \| \| \| \| |
|                   | \| \| Sphenacodontidae \| \| \| \| \| \| Therapsida (mamíferos y sus ancestros directos) \| \| \| \| |
|                   | Sphenacodontidae                                                                                     |
|                   | |
|                   | Therapsida (mamíferos y sus ancestros directos)                                                      |
|                   | |

|  | Sphenacodontidae                                |
|  |                                                 |
|  | Therapsida (mamíferos y sus ancestros directos) |
|  |                                                 |

|                   | Cutleria                                                                                             |
|                   | |
| Sphenacodontoidea | \| \| Sphenacodontidae \| \| \| \| \| \| Therapsida (mamíferos y sus ancestros directos) \| \| \| \| |
|                   | \| \| Sphenacodontidae \| \| \| \| \| \| Therapsida (mamíferos y sus ancestros directos) \| \| \| \| |
|                   | Sphenacodontidae                                                                                     |
|                   | |
|                   | Therapsida (mamíferos y sus ancestros directos)                                                      |
|                   | |

|  | Sphenacodontidae                                |
|  |                                                 |
|  | Therapsida (mamíferos y sus ancestros directos) |
|  |                                                 |

|                   | Cutleria                                                                                             |
|                   | |
| Sphenacodontoidea | \| \| Sphenacodontidae \| \| \| \| \| \| Therapsida (mamíferos y sus ancestros directos) \| \| \| \| |
|                   | \| \| Sphenacodontidae \| \| \| \| \| \| Therapsida (mamíferos y sus ancestros directos) \| \| \| \| |
|                   | Sphenacodontidae                                                                                     |
|                   | |
|                   | Therapsida (mamíferos y sus ancestros directos)                                                      |
|                   | |

|  | Sphenacodontidae                                |
|  |                                                 |
|  | Therapsida (mamíferos y sus ancestros directos) |
|  |                                                 |

|                   | Cutleria                                                                                             |
|                   | |
| Sphenacodontoidea | \| \| Sphenacodontidae \| \| \| \| \| \| Therapsida (mamíferos y sus ancestros directos) \| \| \| \| |
|                   | \| \| Sphenacodontidae \| \| \| \| \| \| Therapsida (mamíferos y sus ancestros directos) \| \| \| \| |
|                   | Sphenacodontidae                                                                                     |
|                   | |
|                   | Therapsida (mamíferos y sus ancestros directos)                                                      |
|                   | |

|  | Sphenacodontidae                                |
|  |                                                 |
|  | Therapsida (mamíferos y sus ancestros directos) |
|  |                                                 |

|                   | Cutleria                                                                                             |
|                   | |
| Sphenacodontoidea | \| \| Sphenacodontidae \| \| \| \| \| \| Therapsida (mamíferos y sus ancestros directos) \| \| \| \| |
|                   | \| \| Sphenacodontidae \| \| \| \| \| \| Therapsida (mamíferos y sus ancestros directos) \| \| \| \| |
|                   | Sphenacodontidae                                                                                     |
|                   | |
|                   | Therapsida (mamíferos y sus ancestros directos)                                                      |
|                   | |

|  | Sphenacodontidae                                |
|  |                                                 |
|  | Therapsida (mamíferos y sus ancestros directos) |
|  |                                                 |

|                   | Cutleria                                                                                             |
|                   | |
| Sphenacodontoidea | \| \| Sphenacodontidae \| \| \| \| \| \| Therapsida (mamíferos y sus ancestros directos) \| \| \| \| |
|                   | \| \| Sphenacodontidae \| \| \| \| \| \| Therapsida (mamíferos y sus ancestros directos) \| \| \| \| |
|                   | Sphenacodontidae                                                                                     |
|                   | |
|                   | Therapsida (mamíferos y sus ancestros directos)                                                      |
|                   | |

|  | Sphenacodontidae                                |
|  |                                                 |
|  | Therapsida (mamíferos y sus ancestros directos) |
|  |                                                 |

|                   | Cutleria                                                                                             |
|                   | |
| Sphenacodontoidea | \| \| Sphenacodontidae \| \| \| \| \| \| Therapsida (mamíferos y sus ancestros directos) \| \| \| \| |
|                   | \| \| Sphenacodontidae \| \| \| \| \| \| Therapsida (mamíferos y sus ancestros directos) \| \| \| \| |
|                   | Sphenacodontidae                                                                                     |
|                   | |
|                   | Therapsida (mamíferos y sus ancestros directos)                                                      |
|                   | |

|  | Sphenacodontidae                                |
|  |                                                 |
|  | Therapsida (mamíferos y sus ancestros directos) |
|  |                                                 |

|                   | Cutleria                                                                                             |
|                   | |
| Sphenacodontoidea | \| \| Sphenacodontidae \| \| \| \| \| \| Therapsida (mamíferos y sus ancestros directos) \| \| \| \| |
|                   | \| \| Sphenacodontidae \| \| \| \| \| \| Therapsida (mamíferos y sus ancestros directos) \| \| \| \| |
|                   | Sphenacodontidae                                                                                     |
|                   | |
|                   | Therapsida (mamíferos y sus ancestros directos)                                                      |
|                   | |

|  | Sphenacodontidae                                |
|  |                                                 |
|  | Therapsida (mamíferos y sus ancestros directos) |
|  |                                                 |

|                   | Cutleria                                                                                             |
|                   | |
| Sphenacodontoidea | \| \| Sphenacodontidae \| \| \| \| \| \| Therapsida (mamíferos y sus ancestros directos) \| \| \| \| |
|                   | \| \| Sphenacodontidae \| \| \| \| \| \| Therapsida (mamíferos y sus ancestros directos) \| \| \| \| |
|                   | Sphenacodontidae                                                                                     |
|                   | |
|                   | Therapsida (mamíferos y sus ancestros directos)                                                      |
|                   | |

|  | Sphenacodontidae                                |
|  |                                                 |
|  | Therapsida (mamíferos y sus ancestros directos) |
|  |                                                 |

|                   | Cutleria                                                                                             |
|                   | |
| Sphenacodontoidea | \| \| Sphenacodontidae \| \| \| \| \| \| Therapsida (mamíferos y sus ancestros directos) \| \| \| \| |
|                   | \| \| Sphenacodontidae \| \| \| \| \| \| Therapsida (mamíferos y sus ancestros directos) \| \| \| \| |
|                   | Sphenacodontidae                                                                                     |
|                   | |
|                   | Therapsida (mamíferos y sus ancestros directos)                                                      |
|                   | |

|  | Sphenacodontidae                                |
|  |                                                 |
|  | Therapsida (mamíferos y sus ancestros directos) |
|  |                                                 |

|                   | Cutleria                                                                                             |
|                   | |
| Sphenacodontoidea | \| \| Sphenacodontidae \| \| \| \| \| \| Therapsida (mamíferos y sus ancestros directos) \| \| \| \| |
|                   | \| \| Sphenacodontidae \| \| \| \| \| \| Therapsida (mamíferos y sus ancestros directos) \| \| \| \| |
|                   | Sphenacodontidae                                                                                     |
|                   | |
|                   | Therapsida (mamíferos y sus ancestros directos)                                                      |
|                   | |

|  | Sphenacodontidae                                |
|  |                                                 |
|  | Therapsida (mamíferos y sus ancestros directos) |
|  |                                                 |

|                   | Cutleria                                                                                             |
|                   | |
| Sphenacodontoidea | \| \| Sphenacodontidae \| \| \| \| \| \| Therapsida (mamíferos y sus ancestros directos) \| \| \| \| |
|                   | \| \| Sphenacodontidae \| \| \| \| \| \| Therapsida (mamíferos y sus ancestros directos) \| \| \| \| |
|                   | Sphenacodontidae                                                                                     |
|                   | |
|                   | Therapsida (mamíferos y sus ancestros directos)                                                      |
|                   | |

|  | Sphenacodontidae                                |
|  |                                                 |
|  | Therapsida (mamíferos y sus ancestros directos) |
|  |                                                 |

|                   | Cutleria                                                                                             |
|                   | |
| Sphenacodontoidea | \| \| Sphenacodontidae \| \| \| \| \| \| Therapsida (mamíferos y sus ancestros directos) \| \| \| \| |
|                   | \| \| Sphenacodontidae \| \| \| \| \| \| Therapsida (mamíferos y sus ancestros directos) \| \| \| \| |
|                   | Sphenacodontidae                                                                                     |
|                   | |
|                   | Therapsida (mamíferos y sus ancestros directos)                                                      |
|                   | |

|  | Sphenacodontidae                                |
|  |                                                 |
|  | Therapsida (mamíferos y sus ancestros directos) |
|  |                                                 |

|                   | Cutleria                                                                                             |
|                   | |
| Sphenacodontoidea | \| \| Sphenacodontidae \| \| \| \| \| \| Therapsida (mamíferos y sus ancestros directos) \| \| \| \| |
|                   | \| \| Sphenacodontidae \| \| \| \| \| \| Therapsida (mamíferos y sus ancestros directos) \| \| \| \| |
|                   | Sphenacodontidae                                                                                     |
|                   | |
|                   | Therapsida (mamíferos y sus ancestros directos)                                                      |
|                   | |

|  | Sphenacodontidae                                |
|  |                                                 |
|  | Therapsida (mamíferos y sus ancestros directos) |
|  |                                                 |

|                   | Cutleria                                                                                             |
|                   | |
| Sphenacodontoidea | \| \| Sphenacodontidae \| \| \| \| \| \| Therapsida (mamíferos y sus ancestros directos) \| \| \| \| |
|                   | \| \| Sphenacodontidae \| \| \| \| \| \| Therapsida (mamíferos y sus ancestros directos) \| \| \| \| |
|                   | Sphenacodontidae                                                                                     |
|                   | |
|                   | Therapsida (mamíferos y sus ancestros directos)                                                      |
|                   | |

|  | Sphenacodontidae                                |
|  |                                                 |
|  | Therapsida (mamíferos y sus ancestros directos) |
|  |                                                 |

|                   | Cutleria                                                                                             |
|                   | |
| Sphenacodontoidea | \| \| Sphenacodontidae \| \| \| \| \| \| Therapsida (mamíferos y sus ancestros directos) \| \| \| \| |
|                   | \| \| Sphenacodontidae \| \| \| \| \| \| Therapsida (mamíferos y sus ancestros directos) \| \| \| \| |
|                   | Sphenacodontidae                                                                                     |
|                   | |
|                   | Therapsida (mamíferos y sus ancestros directos)                                                      |
|                   | |

|  | Sphenacodontidae                                |
|  |                                                 |
|  | Therapsida (mamíferos y sus ancestros directos) |
|  |                                                 |

|                   | Cutleria                                                                                             |
|                   | |
| Sphenacodontoidea | \| \| Sphenacodontidae \| \| \| \| \| \| Therapsida (mamíferos y sus ancestros directos) \| \| \| \| |
|                   | \| \| Sphenacodontidae \| \| \| \| \| \| Therapsida (mamíferos y sus ancestros directos) \| \| \| \| |
|                   | Sphenacodontidae                                                                                     |
|                   | |
|                   | Therapsida (mamíferos y sus ancestros directos)                                                      |
|                   | |

|  | Sphenacodontidae                                |
|  |                                                 |
|  | Therapsida (mamíferos y sus ancestros directos) |
|  |                                                 |

|                   | Cutleria                                                                                             |
|                   | |
| Sphenacodontoidea | \| \| Sphenacodontidae \| \| \| \| \| \| Therapsida (mamíferos y sus ancestros directos) \| \| \| \| |
|                   | \| \| Sphenacodontidae \| \| \| \| \| \| Therapsida (mamíferos y sus ancestros directos) \| \| \| \| |
|                   | Sphenacodontidae                                                                                     |
|                   | |
|                   | Therapsida (mamíferos y sus ancestros directos)                                                      |
|                   | |

|  | Sphenacodontidae                                |
|  |                                                 |
|  | Therapsida (mamíferos y sus ancestros directos) |
|  |                                                 |

|                   | Cutleria                                                                                             |
|                   | |
| Sphenacodontoidea | \| \| Sphenacodontidae \| \| \| \| \| \| Therapsida (mamíferos y sus ancestros directos) \| \| \| \| |
|                   | \| \| Sphenacodontidae \| \| \| \| \| \| Therapsida (mamíferos y sus ancestros directos) \| \| \| \| |
|                   | Sphenacodontidae                                                                                     |
|                   | |
|                   | Therapsida (mamíferos y sus ancestros directos)                                                      |
|                   | |

|  | Sphenacodontidae                                |
|  |                                                 |
|  | Therapsida (mamíferos y sus ancestros directos) |
|  |                                                 |

|                   | Cutleria                                                                                             |
|                   | |
| Sphenacodontoidea | \| \| Sphenacodontidae \| \| \| \| \| \| Therapsida (mamíferos y sus ancestros directos) \| \| \| \| |
|                   | \| \| Sphenacodontidae \| \| \| \| \| \| Therapsida (mamíferos y sus ancestros directos) \| \| \| \| |
|                   | Sphenacodontidae                                                                                     |
|                   | |
|                   | Therapsida (mamíferos y sus ancestros directos)                                                      |
|                   | |

|  | Sphenacodontidae                                |
|  |                                                 |
|  | Therapsida (mamíferos y sus ancestros directos) |
|  |                                                 |

|                   | Cutleria                                                                                             |
|                   | |
| Sphenacodontoidea | \| \| Sphenacodontidae \| \| \| \| \| \| Therapsida (mamíferos y sus ancestros directos) \| \| \| \| |
|                   | \| \| Sphenacodontidae \| \| \| \| \| \| Therapsida (mamíferos y sus ancestros directos) \| \| \| \| |
|                   | Sphenacodontidae                                                                                     |
|                   | |
|                   | Therapsida (mamíferos y sus ancestros directos)                                                      |
|                   | |

|  | Sphenacodontidae                                |
|  |                                                 |
|  | Therapsida (mamíferos y sus ancestros directos) |
|  |                                                 |

|                   | Cutleria                                                                                             |
|                   | |
| Sphenacodontoidea | \| \| Sphenacodontidae \| \| \| \| \| \| Therapsida (mamíferos y sus ancestros directos) \| \| \| \| |
|                   | \| \| Sphenacodontidae \| \| \| \| \| \| Therapsida (mamíferos y sus ancestros directos) \| \| \| \| |
|                   | Sphenacodontidae                                                                                     |
|                   | |
|                   | Therapsida (mamíferos y sus ancestros directos)                                                      |
|                   | |

|  | Sphenacodontidae                                |
|  |                                                 |
|  | Therapsida (mamíferos y sus ancestros directos) |
|  |                                                 |

|                   | Cutleria                                                                                             |
|                   | |
| Sphenacodontoidea | \| \| Sphenacodontidae \| \| \| \| \| \| Therapsida (mamíferos y sus ancestros directos) \| \| \| \| |
|                   | \| \| Sphenacodontidae \| \| \| \| \| \| Therapsida (mamíferos y sus ancestros directos) \| \| \| \| |
|                   | Sphenacodontidae                                                                                     |
|                   | |
|                   | Therapsida (mamíferos y sus ancestros directos)                                                      |
|                   | |

|  | Sphenacodontidae                                |
|  |                                                 |
|  | Therapsida (mamíferos y sus ancestros directos) |
|  |                                                 |

|                   | Cutleria                                                                                             |
|                   | |
| Sphenacodontoidea | \| \| Sphenacodontidae \| \| \| \| \| \| Therapsida (mamíferos y sus ancestros directos) \| \| \| \| |
|                   | \| \| Sphenacodontidae \| \| \| \| \| \| Therapsida (mamíferos y sus ancestros directos) \| \| \| \| |
|                   | Sphenacodontidae                                                                                     |
|                   | |
|                   | Therapsida (mamíferos y sus ancestros directos)                                                      |
|                   | |

|  | Sphenacodontidae                                |
|  |                                                 |
|  | Therapsida (mamíferos y sus ancestros directos) |
|  |                                                 |

|                   | Cutleria                                                                                             |
|                   | |
| Sphenacodontoidea | \| \| Sphenacodontidae \| \| \| \| \| \| Therapsida (mamíferos y sus ancestros directos) \| \| \| \| |
|                   | \| \| Sphenacodontidae \| \| \| \| \| \| Therapsida (mamíferos y sus ancestros directos) \| \| \| \| |
|                   | Sphenacodontidae                                                                                     |
|                   | |
|                   | Therapsida (mamíferos y sus ancestros directos)                                                      |
|                   | |

|  | Sphenacodontidae                                |
|  |                                                 |
|  | Therapsida (mamíferos y sus ancestros directos) |
|  |                                                 |

|                   | Cutleria                                                                                             |
|                   | |
| Sphenacodontoidea | \| \| Sphenacodontidae \| \| \| \| \| \| Therapsida (mamíferos y sus ancestros directos) \| \| \| \| |
|                   | \| \| Sphenacodontidae \| \| \| \| \| \| Therapsida (mamíferos y sus ancestros directos) \| \| \| \| |
|                   | Sphenacodontidae                                                                                     |
|                   | |
|                   | Therapsida (mamíferos y sus ancestros directos)                                                      |
|                   | |

|  | Sphenacodontidae                                |
|  |                                                 |
|  | Therapsida (mamíferos y sus ancestros directos) |
|  |                                                 |

|                   | Cutleria                                                                                             |
|                   | |
| Sphenacodontoidea | \| \| Sphenacodontidae \| \| \| \| \| \| Therapsida (mamíferos y sus ancestros directos) \| \| \| \| |
|                   | \| \| Sphenacodontidae \| \| \| \| \| \| Therapsida (mamíferos y sus ancestros directos) \| \| \| \| |
|                   | Sphenacodontidae                                                                                     |
|                   | |
|                   | Therapsida (mamíferos y sus ancestros directos)                                                      |
|                   | |

|  | Sphenacodontidae                                |
|  |                                                 |
|  | Therapsida (mamíferos y sus ancestros directos) |
|  |                                                 |

|                   | Cutleria                                                                                             |
|                   | |
| Sphenacodontoidea | \| \| Sphenacodontidae \| \| \| \| \| \| Therapsida (mamíferos y sus ancestros directos) \| \| \| \| |
|                   | \| \| Sphenacodontidae \| \| \| \| \| \| Therapsida (mamíferos y sus ancestros directos) \| \| \| \| |
|                   | Sphenacodontidae                                                                                     |
|                   | |
|                   | Therapsida (mamíferos y sus ancestros directos)                                                      |
|                   | |

|  | Sphenacodontidae                                |
|  |                                                 |
|  | Therapsida (mamíferos y sus ancestros directos) |
|  |                                                 |

|                   | Cutleria                                                                                             |
|                   | |
| Sphenacodontoidea | \| \| Sphenacodontidae \| \| \| \| \| \| Therapsida (mamíferos y sus ancestros directos) \| \| \| \| |
|                   | \| \| Sphenacodontidae \| \| \| \| \| \| Therapsida (mamíferos y sus ancestros directos) \| \| \| \| |
|                   | Sphenacodontidae                                                                                     |
|                   | |
|                   | Therapsida (mamíferos y sus ancestros directos)                                                      |
|                   | |

|  | Sphenacodontidae                                |
|  |                                                 |
|  | Therapsida (mamíferos y sus ancestros directos) |
|  |                                                 |

|                   | Cutleria                                                                                             |
|                   | |
| Sphenacodontoidea | \| \| Sphenacodontidae \| \| \| \| \| \| Therapsida (mamíferos y sus ancestros directos) \| \| \| \| |
|                   | \| \| Sphenacodontidae \| \| \| \| \| \| Therapsida (mamíferos y sus ancestros directos) \| \| \| \| |
|                   | Sphenacodontidae                                                                                     |
|                   | |
|                   | Therapsida (mamíferos y sus ancestros directos)                                                      |
|                   | |

|  | Sphenacodontidae                                |
|  |                                                 |
|  | Therapsida (mamíferos y sus ancestros directos) |
|  |                                                 |

|                   | Cutleria                                                                                             |
|                   | |
| Sphenacodontoidea | \| \| Sphenacodontidae \| \| \| \| \| \| Therapsida (mamíferos y sus ancestros directos) \| \| \| \| |
|                   | \| \| Sphenacodontidae \| \| \| \| \| \| Therapsida (mamíferos y sus ancestros directos) \| \| \| \| |
|                   | Sphenacodontidae                                                                                     |
|                   | |
|                   | Therapsida (mamíferos y sus ancestros directos)                                                      |
|                   | |

|  | Sphenacodontidae                                |
|  |                                                 |
|  | Therapsida (mamíferos y sus ancestros directos) |
|  |                                                 |

|                   | Cutleria                                                                                             |
|                   | |
| Sphenacodontoidea | \| \| Sphenacodontidae \| \| \| \| \| \| Therapsida (mamíferos y sus ancestros directos) \| \| \| \| |
|                   | \| \| Sphenacodontidae \| \| \| \| \| \| Therapsida (mamíferos y sus ancestros directos) \| \| \| \| |
|                   | Sphenacodontidae                                                                                     |
|                   | |
|                   | Therapsida (mamíferos y sus ancestros directos)                                                      |
|                   | |

|  | Sphenacodontidae                                |
|  |                                                 |
|  | Therapsida (mamíferos y sus ancestros directos) |
|  |                                                 |

|                   | Cutleria                                                                                             |
|                   | |
| Sphenacodontoidea | \| \| Sphenacodontidae \| \| \| \| \| \| Therapsida (mamíferos y sus ancestros directos) \| \| \| \| |
|                   | \| \| Sphenacodontidae \| \| \| \| \| \| Therapsida (mamíferos y sus ancestros directos) \| \| \| \| |
|                   | Sphenacodontidae                                                                                     |
|                   | |
|                   | Therapsida (mamíferos y sus ancestros directos)                                                      |
|                   | |

|  | Sphenacodontidae                                |
|  |                                                 |
|  | Therapsida (mamíferos y sus ancestros directos) |
|  |                                                 |

|                   | Cutleria                                                                                             |
|                   | |
| Sphenacodontoidea | \| \| Sphenacodontidae \| \| \| \| \| \| Therapsida (mamíferos y sus ancestros directos) \| \| \| \| |
|                   | \| \| Sphenacodontidae \| \| \| \| \| \| Therapsida (mamíferos y sus ancestros directos) \| \| \| \| |
|                   | Sphenacodontidae                                                                                     |
|                   | |
|                   | Therapsida (mamíferos y sus ancestros directos)                                                      |
|                   | |

|  | Sphenacodontidae                                |
|  |                                                 |
|  | Therapsida (mamíferos y sus ancestros directos) |
|  |                                                 |

|                   | Cutleria                                                                                             |
|                   | |
| Sphenacodontoidea | \| \| Sphenacodontidae \| \| \| \| \| \| Therapsida (mamíferos y sus ancestros directos) \| \| \| \| |
|                   | \| \| Sphenacodontidae \| \| \| \| \| \| Therapsida (mamíferos y sus ancestros directos) \| \| \| \| |
|                   | Sphenacodontidae                                                                                     |
|                   | |
|                   | Therapsida (mamíferos y sus ancestros directos)                                                      |
|                   | |

|  | Sphenacodontidae                                |
|  |                                                 |
|  | Therapsida (mamíferos y sus ancestros directos) |
|  |                                                 |

|                   | Cutleria                                                                                             |
|                   | |
| Sphenacodontoidea | \| \| Sphenacodontidae \| \| \| \| \| \| Therapsida (mamíferos y sus ancestros directos) \| \| \| \| |
|                   | \| \| Sphenacodontidae \| \| \| \| \| \| Therapsida (mamíferos y sus ancestros directos) \| \| \| \| |
|                   | Sphenacodontidae                                                                                     |
|                   | |
|                   | Therapsida (mamíferos y sus ancestros directos)                                                      |
|                   | |

|  | Sphenacodontidae                                |
|  |                                                 |
|  | Therapsida (mamíferos y sus ancestros directos) |
|  |                                                 |

|                   | Cutleria                                                                                             |
|                   | |
| Sphenacodontoidea | \| \| Sphenacodontidae \| \| \| \| \| \| Therapsida (mamíferos y sus ancestros directos) \| \| \| \| |
|                   | \| \| Sphenacodontidae \| \| \| \| \| \| Therapsida (mamíferos y sus ancestros directos) \| \| \| \| |
|                   | Sphenacodontidae                                                                                     |
|                   | |
|                   | Therapsida (mamíferos y sus ancestros directos)                                                      |
|                   | |

|  | Sphenacodontidae                                |
|  |                                                 |
|  | Therapsida (mamíferos y sus ancestros directos) |
|  |                                                 |

|                   | Cutleria                                                                                             |
|                   | |
| Sphenacodontoidea | \| \| Sphenacodontidae \| \| \| \| \| \| Therapsida (mamíferos y sus ancestros directos) \| \| \| \| |
|                   | \| \| Sphenacodontidae \| \| \| \| \| \| Therapsida (mamíferos y sus ancestros directos) \| \| \| \| |
|                   | Sphenacodontidae                                                                                     |
|                   | |
|                   | Therapsida (mamíferos y sus ancestros directos)                                                      |
|                   | |

|  | Sphenacodontidae                                |
|  |                                                 |
|  | Therapsida (mamíferos y sus ancestros directos) |
|  |                                                 |

|                   | Cutleria                                                                                             |
|                   | |
| Sphenacodontoidea | \| \| Sphenacodontidae \| \| \| \| \| \| Therapsida (mamíferos y sus ancestros directos) \| \| \| \| |
|                   | \| \| Sphenacodontidae \| \| \| \| \| \| Therapsida (mamíferos y sus ancestros directos) \| \| \| \| |
|                   | Sphenacodontidae                                                                                     |
|                   | |
|                   | Therapsida (mamíferos y sus ancestros directos)                                                      |
|                   | |

|  | Sphenacodontidae                                |
|  |                                                 |
|  | Therapsida (mamíferos y sus ancestros directos) |
|  |                                                 |

|                   | Cutleria                                                                                             |
|                   | |
| Sphenacodontoidea | \| \| Sphenacodontidae \| \| \| \| \| \| Therapsida (mamíferos y sus ancestros directos) \| \| \| \| |
|                   | \| \| Sphenacodontidae \| \| \| \| \| \| Therapsida (mamíferos y sus ancestros directos) \| \| \| \| |
|                   | Sphenacodontidae                                                                                     |
|                   | |
|                   | Therapsida (mamíferos y sus ancestros directos)                                                      |
|                   | |

|  | Sphenacodontidae                                |
|  |                                                 |
|  | Therapsida (mamíferos y sus ancestros directos) |
|  |                                                 |

|                   | Cutleria                                                                                             |
|                   | |
| Sphenacodontoidea | \| \| Sphenacodontidae \| \| \| \| \| \| Therapsida (mamíferos y sus ancestros directos) \| \| \| \| |
|                   | \| \| Sphenacodontidae \| \| \| \| \| \| Therapsida (mamíferos y sus ancestros directos) \| \| \| \| |
|                   | Sphenacodontidae                                                                                     |
|                   | |
|                   | Therapsida (mamíferos y sus ancestros directos)                                                      |
|                   | |

|  | Sphenacodontidae                                |
|  |                                                 |
|  | Therapsida (mamíferos y sus ancestros directos) |
|  |                                                 |

|                   | Cutleria                                                                                             |
|                   | |
| Sphenacodontoidea | \| \| Sphenacodontidae \| \| \| \| \| \| Therapsida (mamíferos y sus ancestros directos) \| \| \| \| |
|                   | \| \| Sphenacodontidae \| \| \| \| \| \| Therapsida (mamíferos y sus ancestros directos) \| \| \| \| |
|                   | Sphenacodontidae                                                                                     |
|                   | |
|                   | Therapsida (mamíferos y sus ancestros directos)                                                      |
|                   | |

|  | Sphenacodontidae                                |
|  |                                                 |
|  | Therapsida (mamíferos y sus ancestros directos) |
|  |                                                 |

|                   | Cutleria                                                                                             |
|                   | |
| Sphenacodontoidea | \| \| Sphenacodontidae \| \| \| \| \| \| Therapsida (mamíferos y sus ancestros directos) \| \| \| \| |
|                   | \| \| Sphenacodontidae \| \| \| \| \| \| Therapsida (mamíferos y sus ancestros directos) \| \| \| \| |
|                   | Sphenacodontidae                                                                                     |
|                   | |
|                   | Therapsida (mamíferos y sus ancestros directos)                                                      |
|                   | |

|  | Sphenacodontidae                                |
|  |                                                 |
|  | Therapsida (mamíferos y sus ancestros directos) |
|  |                                                 |

|                   | Cutleria                                                                                             |
|                   | |
| Sphenacodontoidea | \| \| Sphenacodontidae \| \| \| \| \| \| Therapsida (mamíferos y sus ancestros directos) \| \| \| \| |
|                   | \| \| Sphenacodontidae \| \| \| \| \| \| Therapsida (mamíferos y sus ancestros directos) \| \| \| \| |
|                   | Sphenacodontidae                                                                                     |
|                   | |
|                   | Therapsida (mamíferos y sus ancestros directos)                                                      |
|                   | |

|  | Sphenacodontidae                                |
|  |                                                 |
|  | Therapsida (mamíferos y sus ancestros directos) |
|  |                                                 |

|                   | Cutleria                                                                                             |
|                   | |
| Sphenacodontoidea | \| \| Sphenacodontidae \| \| \| \| \| \| Therapsida (mamíferos y sus ancestros directos) \| \| \| \| |
|                   | \| \| Sphenacodontidae \| \| \| \| \| \| Therapsida (mamíferos y sus ancestros directos) \| \| \| \| |
|                   | Sphenacodontidae                                                                                     |
|                   | |
|                   | Therapsida (mamíferos y sus ancestros directos)                                                      |
|                   | |

|  | Sphenacodontidae                                |
|  |                                                 |
|  | Therapsida (mamíferos y sus ancestros directos) |
|  |                                                 |

|                   | Cutleria                                                                                             |
|                   | |
| Sphenacodontoidea | \| \| Sphenacodontidae \| \| \| \| \| \| Therapsida (mamíferos y sus ancestros directos) \| \| \| \| |
|                   | \| \| Sphenacodontidae \| \| \| \| \| \| Therapsida (mamíferos y sus ancestros directos) \| \| \| \| |
|                   | Sphenacodontidae                                                                                     |
|                   | |
|                   | Therapsida (mamíferos y sus ancestros directos)                                                      |
|                   | |

|  | Sphenacodontidae                                |
|  |                                                 |
|  | Therapsida (mamíferos y sus ancestros directos) |
|  |                                                 |

|                   | Cutleria                                                                                             |
|                   | |
| Sphenacodontoidea | \| \| Sphenacodontidae \| \| \| \| \| \| Therapsida (mamíferos y sus ancestros directos) \| \| \| \| |
|                   | \| \| Sphenacodontidae \| \| \| \| \| \| Therapsida (mamíferos y sus ancestros directos) \| \| \| \| |
|                   | Sphenacodontidae                                                                                     |
|                   | |
|                   | Therapsida (mamíferos y sus ancestros directos)                                                      |
|                   | |

|  | Sphenacodontidae                                |
|  |                                                 |
|  | Therapsida (mamíferos y sus ancestros directos) |
|  |                                                 |

|                   | Cutleria                                                                                             |
|                   | |
| Sphenacodontoidea | \| \| Sphenacodontidae \| \| \| \| \| \| Therapsida (mamíferos y sus ancestros directos) \| \| \| \| |
|                   | \| \| Sphenacodontidae \| \| \| \| \| \| Therapsida (mamíferos y sus ancestros directos) \| \| \| \| |
|                   | Sphenacodontidae                                                                                     |
|                   | |
|                   | Therapsida (mamíferos y sus ancestros directos)                                                      |
|                   | |

|  | Sphenacodontidae                                |
|  |                                                 |
|  | Therapsida (mamíferos y sus ancestros directos) |
|  |                                                 |

|                   | Cutleria                                                                                             |
|                   | |
| Sphenacodontoidea | \| \| Sphenacodontidae \| \| \| \| \| \| Therapsida (mamíferos y sus ancestros directos) \| \| \| \| |
|                   | \| \| Sphenacodontidae \| \| \| \| \| \| Therapsida (mamíferos y sus ancestros directos) \| \| \| \| |
|                   | Sphenacodontidae                                                                                     |
|                   | |
|                   | Therapsida (mamíferos y sus ancestros directos)                                                      |
|                   | |

|  | Sphenacodontidae                                |
|  |                                                 |
|  | Therapsida (mamíferos y sus ancestros directos) |
|  |                                                 |

|                   | Cutleria                                                                                             |
|                   | |
| Sphenacodontoidea | \| \| Sphenacodontidae \| \| \| \| \| \| Therapsida (mamíferos y sus ancestros directos) \| \| \| \| |
|                   | \| \| Sphenacodontidae \| \| \| \| \| \| Therapsida (mamíferos y sus ancestros directos) \| \| \| \| |
|                   | Sphenacodontidae                                                                                     |
|                   | |
|                   | Therapsida (mamíferos y sus ancestros directos)                                                      |
|                   | |

|  | Sphenacodontidae                                |
|  |                                                 |
|  | Therapsida (mamíferos y sus ancestros directos) |
|  |                                                 |

|                   | Cutleria                                                                                             |
|                   | |
| Sphenacodontoidea | \| \| Sphenacodontidae \| \| \| \| \| \| Therapsida (mamíferos y sus ancestros directos) \| \| \| \| |
|                   | \| \| Sphenacodontidae \| \| \| \| \| \| Therapsida (mamíferos y sus ancestros directos) \| \| \| \| |
|                   | Sphenacodontidae                                                                                     |
|                   | |
|                   | Therapsida (mamíferos y sus ancestros directos)                                                      |
|                   | |

|  | Sphenacodontidae                                |
|  |                                                 |
|  | Therapsida (mamíferos y sus ancestros directos) |
|  |                                                 |

|                   | Cutleria                                                                                             |
|                   | |
| Sphenacodontoidea | \| \| Sphenacodontidae \| \| \| \| \| \| Therapsida (mamíferos y sus ancestros directos) \| \| \| \| |
|                   | \| \| Sphenacodontidae \| \| \| \| \| \| Therapsida (mamíferos y sus ancestros directos) \| \| \| \| |
|                   | Sphenacodontidae                                                                                     |
|                   | |
|                   | Therapsida (mamíferos y sus ancestros directos)                                                      |
|                   | |

|  | Sphenacodontidae                                |
|  |                                                 |
|  | Therapsida (mamíferos y sus ancestros directos) |
|  |                                                 |

|                   | Cutleria                                                                                             |
|                   | |
| Sphenacodontoidea | \| \| Sphenacodontidae \| \| \| \| \| \| Therapsida (mamíferos y sus ancestros directos) \| \| \| \| |
|                   | \| \| Sphenacodontidae \| \| \| \| \| \| Therapsida (mamíferos y sus ancestros directos) \| \| \| \| |
|                   | Sphenacodontidae                                                                                     |
|                   | |
|                   | Therapsida (mamíferos y sus ancestros directos)                                                      |
|                   | |

|  | Sphenacodontidae                                |
|  |                                                 |
|  | Therapsida (mamíferos y sus ancestros directos) |
|  |                                                 |

|                   | Cutleria                                                                                             |
|                   | |
| Sphenacodontoidea | \| \| Sphenacodontidae \| \| \| \| \| \| Therapsida (mamíferos y sus ancestros directos) \| \| \| \| |
|                   | \| \| Sphenacodontidae \| \| \| \| \| \| Therapsida (mamíferos y sus ancestros directos) \| \| \| \| |
|                   | Sphenacodontidae                                                                                     |
|                   | |
|                   | Therapsida (mamíferos y sus ancestros directos)                                                      |
|                   | |

|  | Sphenacodontidae                                |
|  |                                                 |
|  | Therapsida (mamíferos y sus ancestros directos) |
|  |                                                 |

|                   | Cutleria                                                                                             |
|                   | |
| Sphenacodontoidea | \| \| Sphenacodontidae \| \| \| \| \| \| Therapsida (mamíferos y sus ancestros directos) \| \| \| \| |
|                   | \| \| Sphenacodontidae \| \| \| \| \| \| Therapsida (mamíferos y sus ancestros directos) \| \| \| \| |
|                   | Sphenacodontidae                                                                                     |
|                   | |
|                   | Therapsida (mamíferos y sus ancestros directos)                                                      |
|                   | |

|  | Sphenacodontidae                                |
|  |                                                 |
|  | Therapsida (mamíferos y sus ancestros directos) |
|  |                                                 |

|                   | Cutleria                                                                                             |
|                   | |
| Sphenacodontoidea | \| \| Sphenacodontidae \| \| \| \| \| \| Therapsida (mamíferos y sus ancestros directos) \| \| \| \| |
|                   | \| \| Sphenacodontidae \| \| \| \| \| \| Therapsida (mamíferos y sus ancestros directos) \| \| \| \| |
|                   | Sphenacodontidae                                                                                     |
|                   | |
|                   | Therapsida (mamíferos y sus ancestros directos)                                                      |
|                   | |

|  | Sphenacodontidae                                |
|  |                                                 |
|  | Therapsida (mamíferos y sus ancestros directos) |
|  |                                                 |

|                   | Cutleria                                                                                             |
|                   | |
| Sphenacodontoidea | \| \| Sphenacodontidae \| \| \| \| \| \| Therapsida (mamíferos y sus ancestros directos) \| \| \| \| |
|                   | \| \| Sphenacodontidae \| \| \| \| \| \| Therapsida (mamíferos y sus ancestros directos) \| \| \| \| |
|                   | Sphenacodontidae                                                                                     |
|                   | |
|                   | Therapsida (mamíferos y sus ancestros directos)                                                      |
|                   | |

|  | Sphenacodontidae                                |
|  |                                                 |
|  | Therapsida (mamíferos y sus ancestros directos) |
|  |                                                 |

|                   | Cutleria                                                                                             |
|                   | |
| Sphenacodontoidea | \| \| Sphenacodontidae \| \| \| \| \| \| Therapsida (mamíferos y sus ancestros directos) \| \| \| \| |
|                   | \| \| Sphenacodontidae \| \| \| \| \| \| Therapsida (mamíferos y sus ancestros directos) \| \| \| \| |
|                   | Sphenacodontidae                                                                                     |
|                   | |
|                   | Therapsida (mamíferos y sus ancestros directos)                                                      |
|                   | |

|  | Sphenacodontidae                                |
|  |                                                 |
|  | Therapsida (mamíferos y sus ancestros directos) |
|  |                                                 |

|                   | Cutleria                                                                                             |
|                   | |
| Sphenacodontoidea | \| \| Sphenacodontidae \| \| \| \| \| \| Therapsida (mamíferos y sus ancestros directos) \| \| \| \| |
|                   | \| \| Sphenacodontidae \| \| \| \| \| \| Therapsida (mamíferos y sus ancestros directos) \| \| \| \| |
|                   | Sphenacodontidae                                                                                     |
|                   | |
|                   | Therapsida (mamíferos y sus ancestros directos)                                                      |
|                   | |

|  | Sphenacodontidae                                |
|  |                                                 |
|  | Therapsida (mamíferos y sus ancestros directos) |
|  |                                                 |

|                   | Cutleria                                                                                             |
|                   | |
| Sphenacodontoidea | \| \| Sphenacodontidae \| \| \| \| \| \| Therapsida (mamíferos y sus ancestros directos) \| \| \| \| |
|                   | \| \| Sphenacodontidae \| \| \| \| \| \| Therapsida (mamíferos y sus ancestros directos) \| \| \| \| |
|                   | Sphenacodontidae                                                                                     |
|                   | |
|                   | Therapsida (mamíferos y sus ancestros directos)                                                      |
|                   | |

|  | Sphenacodontidae                                |
|  |                                                 |
|  | Therapsida (mamíferos y sus ancestros directos) |
|  |                                                 |

|                   | Cutleria                                                                                             |
|                   | |
| Sphenacodontoidea | \| \| Sphenacodontidae \| \| \| \| \| \| Therapsida (mamíferos y sus ancestros directos) \| \| \| \| |
|                   | \| \| Sphenacodontidae \| \| \| \| \| \| Therapsida (mamíferos y sus ancestros directos) \| \| \| \| |
|                   | Sphenacodontidae                                                                                     |
|                   | |
|                   | Therapsida (mamíferos y sus ancestros directos)                                                      |
|                   | |

|  | Sphenacodontidae                                |
|  |                                                 |
|  | Therapsida (mamíferos y sus ancestros directos) |
|  |                                                 |

|                   | Cutleria                                                                                             |
|                   | |
| Sphenacodontoidea | \| \| Sphenacodontidae \| \| \| \| \| \| Therapsida (mamíferos y sus ancestros directos) \| \| \| \| |
|                   | \| \| Sphenacodontidae \| \| \| \| \| \| Therapsida (mamíferos y sus ancestros directos) \| \| \| \| |
|                   | Sphenacodontidae                                                                                     |
|                   | |
|                   | Therapsida (mamíferos y sus ancestros directos)                                                      |
|                   | |

|  | Sphenacodontidae                                |
|  |                                                 |
|  | Therapsida (mamíferos y sus ancestros directos) |
|  |                                                 |

|                   | Cutleria                                                                                             |
|                   | |
| Sphenacodontoidea | \| \| Sphenacodontidae \| \| \| \| \| \| Therapsida (mamíferos y sus ancestros directos) \| \| \| \| |
|                   | \| \| Sphenacodontidae \| \| \| \| \| \| Therapsida (mamíferos y sus ancestros directos) \| \| \| \| |
|                   | Sphenacodontidae                                                                                     |
|                   | |
|                   | Therapsida (mamíferos y sus ancestros directos)                                                      |
|                   | |

|  | Sphenacodontidae                                |
|  |                                                 |
|  | Therapsida (mamíferos y sus ancestros directos) |
|  |                                                 |

|                   | Cutleria                                                                                             |
|                   | |
| Sphenacodontoidea | \| \| Sphenacodontidae \| \| \| \| \| \| Therapsida (mamíferos y sus ancestros directos) \| \| \| \| |
|                   | \| \| Sphenacodontidae \| \| \| \| \| \| Therapsida (mamíferos y sus ancestros directos) \| \| \| \| |
|                   | Sphenacodontidae                                                                                     |
|                   | |
|                   | Therapsida (mamíferos y sus ancestros directos)                                                      |
|                   | |

|  | Sphenacodontidae                                |
|  |                                                 |
|  | Therapsida (mamíferos y sus ancestros directos) |
|  |                                                 |

|                   | Cutleria                                                                                             |
|                   | |
| Sphenacodontoidea | \| \| Sphenacodontidae \| \| \| \| \| \| Therapsida (mamíferos y sus ancestros directos) \| \| \| \| |
|                   | \| \| Sphenacodontidae \| \| \| \| \| \| Therapsida (mamíferos y sus ancestros directos) \| \| \| \| |
|                   | Sphenacodontidae                                                                                     |
|                   | |
|                   | Therapsida (mamíferos y sus ancestros directos)                                                      |
|                   | |

|  | Sphenacodontidae                                |
|  |                                                 |
|  | Therapsida (mamíferos y sus ancestros directos) |
|  |                                                 |

|                   | Cutleria                                                                                             |
|                   | |
| Sphenacodontoidea | \| \| Sphenacodontidae \| \| \| \| \| \| Therapsida (mamíferos y sus ancestros directos) \| \| \| \| |
|                   | \| \| Sphenacodontidae \| \| \| \| \| \| Therapsida (mamíferos y sus ancestros directos) \| \| \| \| |
|                   | Sphenacodontidae                                                                                     |
|                   | |
|                   | Therapsida (mamíferos y sus ancestros directos)                                                      |
|                   | |

|  | Sphenacodontidae                                |
|  |                                                 |
|  | Therapsida (mamíferos y sus ancestros directos) |
|  |                                                 |

|                   | Cutleria                                                                                             |
|                   | |
| Sphenacodontoidea | \| \| Sphenacodontidae \| \| \| \| \| \| Therapsida (mamíferos y sus ancestros directos) \| \| \| \| |
|                   | \| \| Sphenacodontidae \| \| \| \| \| \| Therapsida (mamíferos y sus ancestros directos) \| \| \| \| |
|                   | Sphenacodontidae                                                                                     |
|                   | |
|                   | Therapsida (mamíferos y sus ancestros directos)                                                      |
|                   | |

|  | Sphenacodontidae                                |
|  |                                                 |
|  | Therapsida (mamíferos y sus ancestros directos) |
|  |                                                 |

|                   | Cutleria                                                                                             |
|                   | |
| Sphenacodontoidea | \| \| Sphenacodontidae \| \| \| \| \| \| Therapsida (mamíferos y sus ancestros directos) \| \| \| \| |
|                   | \| \| Sphenacodontidae \| \| \| \| \| \| Therapsida (mamíferos y sus ancestros directos) \| \| \| \| |
|                   | Sphenacodontidae                                                                                     |
|                   | |
|                   | Therapsida (mamíferos y sus ancestros directos)                                                      |
|                   | |

|  | Sphenacodontidae                                |
|  |                                                 |
|  | Therapsida (mamíferos y sus ancestros directos) |
|  |                                                 |

Nótese que los pelicosaurios son un grupo parafilético que incluye todos los sinápsidos que no son terápsidos.

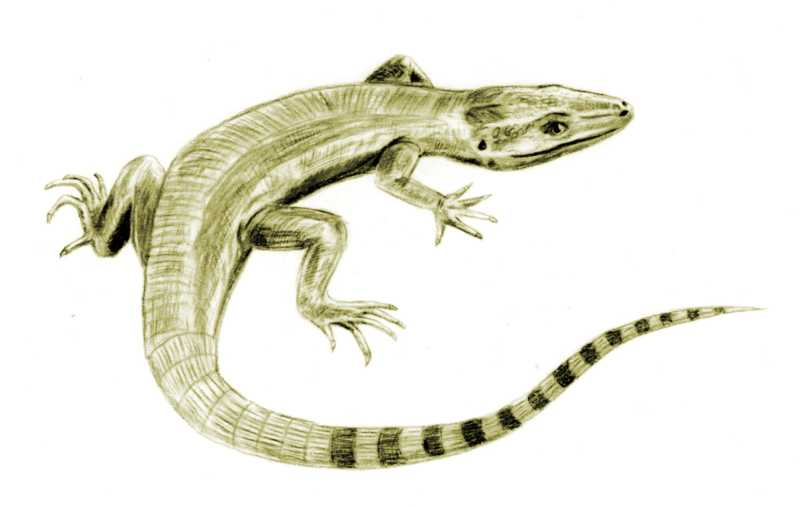
Archaeothyris
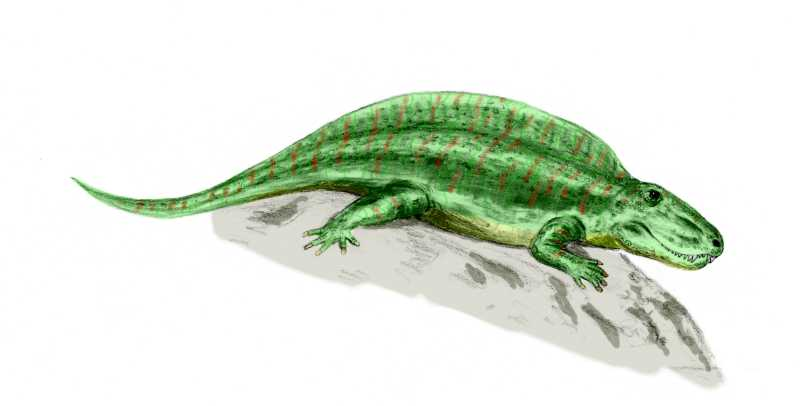
Sphenacodon
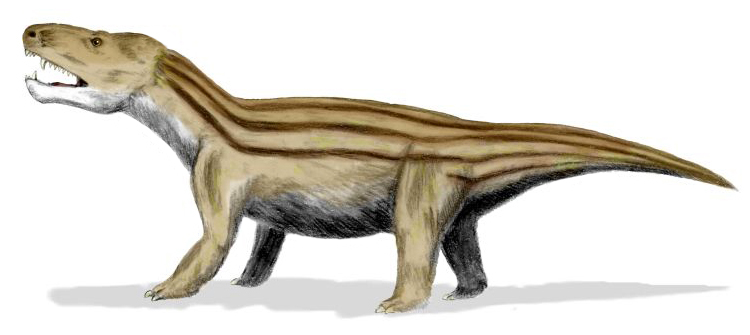
Cynognathus
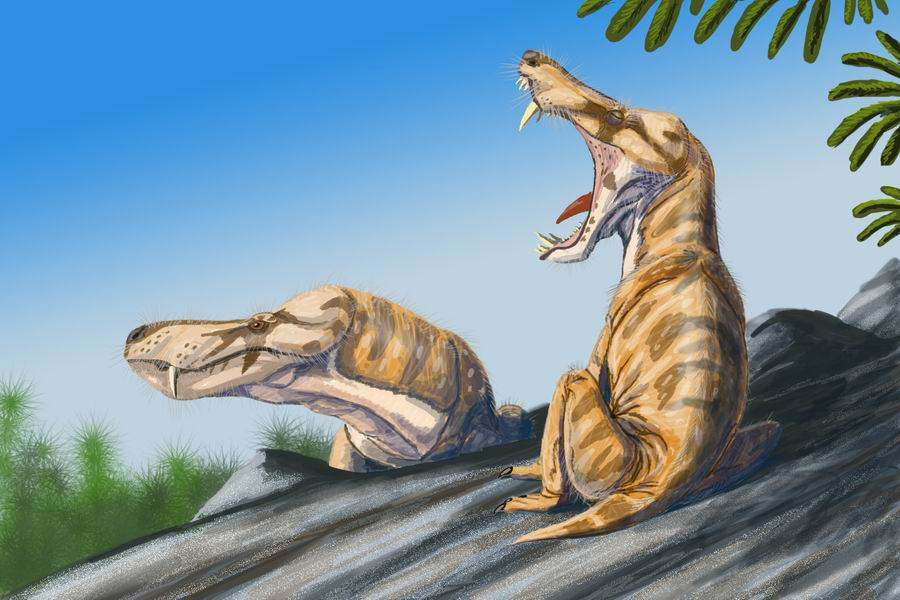
Pristerognathus